# William C. C. Claiborne
William Charles Cole Claiborne (nascido antes de 23 de novembro de 1772, ou em 13 de agosto de 1773, ou entre 23 de novembro de 1773 e 23 de novembro de 1774, ou em agosto de 1775 - 23 de novembro de 1817) foi um político estadunidense, mais conhecido como o primeiro governador da Louisiana. Ele também foi o mais jovem deputado da história dos Estados Unidos, sendo eleito para a Câmara dos Deputados com 22 anos de idade.
Em 1797, Claiborne tornou-se o deputado mais jovem da história dos Estados Unidos, quando aos 23 anos tomou posse do cargo, representando por dois mandatos de 1797 a 1801 o Tennessee.

## Ligações Externas
- State of Louisiana - Biography
- Cemetery Memorial La-Cemeteries